# Sam's Club
Sam's Club es una cadena estadounidense de tiendas de formato Wholesale que opera mediante clientes con membresía  de su club de precios. Con sede en  Bentonville, Arkansas, Estados Unidos es operada por Walmart con presencia en diversos países, tales como los Estados Unidos, México, Canadá, Brasil, China; y el territorio de ultramar, Puerto Rico.
Fundada en el año de 1983 en Midwest City, Oklahoma, Estados Unidos. En mayo del 2012, Sam's Club llegaba a 47 millones de clientes solo en los Estados Unidos y Puerto Rico, operando con 612 tiendas.

## Descripción
Sam's Club es una tienda de autoservicio en forma de club y de almacén con ventas del mayoreo y medio mayoreo mediante sistemas de membresía. Su piso de ventas suele ser de 7,000 a 11,000 metros cuadrados. Este formato de tienda está enfocado a familias de alto volumen de consumo y a clientes institucionales (hospitales, hoteles, restaurantes y pequeños negocios). Presentan los productos en grandes cantidades y/o empaques múltiples, operan con grandes volúmenes de compra y bajos márgenes de comercialización. Manejan 5,000 SKU de las divisiones de abarrotes, perecederos, ropa y mercancías generales. 

Logo de Sams Club 2006-2019

### Departamentos
Dado que es un club de precios, la mayor parte de los departamentos son ventas al mayoreo. 
- Abarrotes
- Mascotas
- Frutas y Verduras
- Carnes
- Pescados y Mariscos
- Salchichonería
- Ropa
- Deportes
- Vinos y Licores
- Panadería
- Lácteos
- Alimentos Preparados
- Deli
- Papelería
- Quesos
- Zapatería
- Hogar
- Discos
- Electrónica
- Línea Blanca
- Colchones
- Fotografía
- Flores (algunas sucursales)
- Área de pizza

- Artículos para Automóviles y Motocicletas.
- Artículos de Limpieza
- Higiene y Cuidado Personal
- Farmacia
- Ferretería
- Juguetería
- Sam's Café
- Banco Inbursa (algunas sucursales)
- Óptica(algunas sucursales)
- Fotocentro Digital(algunas sucursales)
- Gasolinera (algunas sucursales)

## Presencia en México
Sam's Club tiene presencia en los 32 estados de los Estados Unidos Mexicanos. Sam's Club normalmente está presente en ciudades de más de 100,000 habitantes. Sin embargo, se han instalado en algunas ciudades donde estaba en presencia  de un Bodega Aurrera hasta 2009.
Ciudades:
- Norte: Monterrey, San Nicolás de los Garza, Apodaca, Guadalupe, San Pedro Garza García, Saltillo, Monclova, Nuevo Laredo, Matamoros, Reynosa, Tampico, Ciudad Madero, Ciudad Victoria, Durango, Chihuahua, Ciudad Juárez, Ciudad Delicias, Ciudad Cuauhtémoc, Parral, Mazatlán, Los Mochis, Culiacán, Guaymas, Hermosillo, Nogales, Ciudad Obregón, Mexicali, Ensenada, Tijuana, La Paz, Cabo San Lucas, Lerdo, Torreón, Fresnillo, Navojoa y Puerto Peñasco.

- Centro y sur: Aguascalientes, Guadalajara, Zapopan, Tlaquepaque, Tlajomulco, Puerto Vallarta, Nuevo Vallarta, Tepic, Colima, Manzanillo, Morelia, Uruapan, Zamora, La Piedad, Ciudad Lázaro Cárdenas, León, Irapuato, Celaya, Salamanca, San Luis Potosí, Ciudad Valles, Querétaro, Pachuca, Ciudad de México, Toluca,Metepec, Cuernavaca, Cuautla, Jiutepec, Chilpancingo, Acapulco, Oaxaca, Tuxtepec, Salina Cruz, San Cristóbal de Las Casas, Comitán, Puebla, Tehuacán, Tlaxcala, Veracruz, Coatzacoalcos, Xalapa, Córdoba, Poza Rica, Tuxpan, Tapachula, Tuxtla Gutiérrez, Cuautla, San Juan del Río, Tulancingo, Iguala, Ciudad Guzmán, Zihuatanejo, Zacatecas, Tecamac, Izcalli, Coacalco y Ecatepec.

- Península de Yucatán: Villahermosa, Ciudad del Carmen, Campeche, Mérida, Playa del Carmen, Chetumal, Cancún, Cárdenas y Cozumel.

## Controversias

### Investigación por corrupción y soborno
El 21 de abril de 2013, el diario estadounidense The New York Times publicó que Walmart México  presuntamente pagó sobornos por hasta 24 millones de dólares para obtener permisos para construir tiendas a fin de ganar dominio en el mercado mexicano.
Eduardo Castro-Wright, ex CEO de Walmart durante el periodo de 2002 a 2004, fue presuntamente el principal responsable de la estrategia que involucró a varios ejecutivos en el escándalo de corrupción de la empresa. De acuerdo con The New York Times, Sergio Cicero Zapata, un exejecutivo de Walmart de México, fue quien en 2005 reveló a un abogado de la empresa cómo fue el pago de sobornos.
El caso de soborno, causó al cierre del mes de abril de 2012, una baja en las acciones de Walmart de 12.01% dentro de la Bolsa Mexicana de Valores y 4.66% en Wall Street. Asimismo, la situación generó dificultades para la compañía en sus planes de expansión, ya que varias ciudades en los Estados Unidos le negaron la construcción de nuevas sucursales, tales como Los Ángeles y Boston.